# UC San Diego Tritons

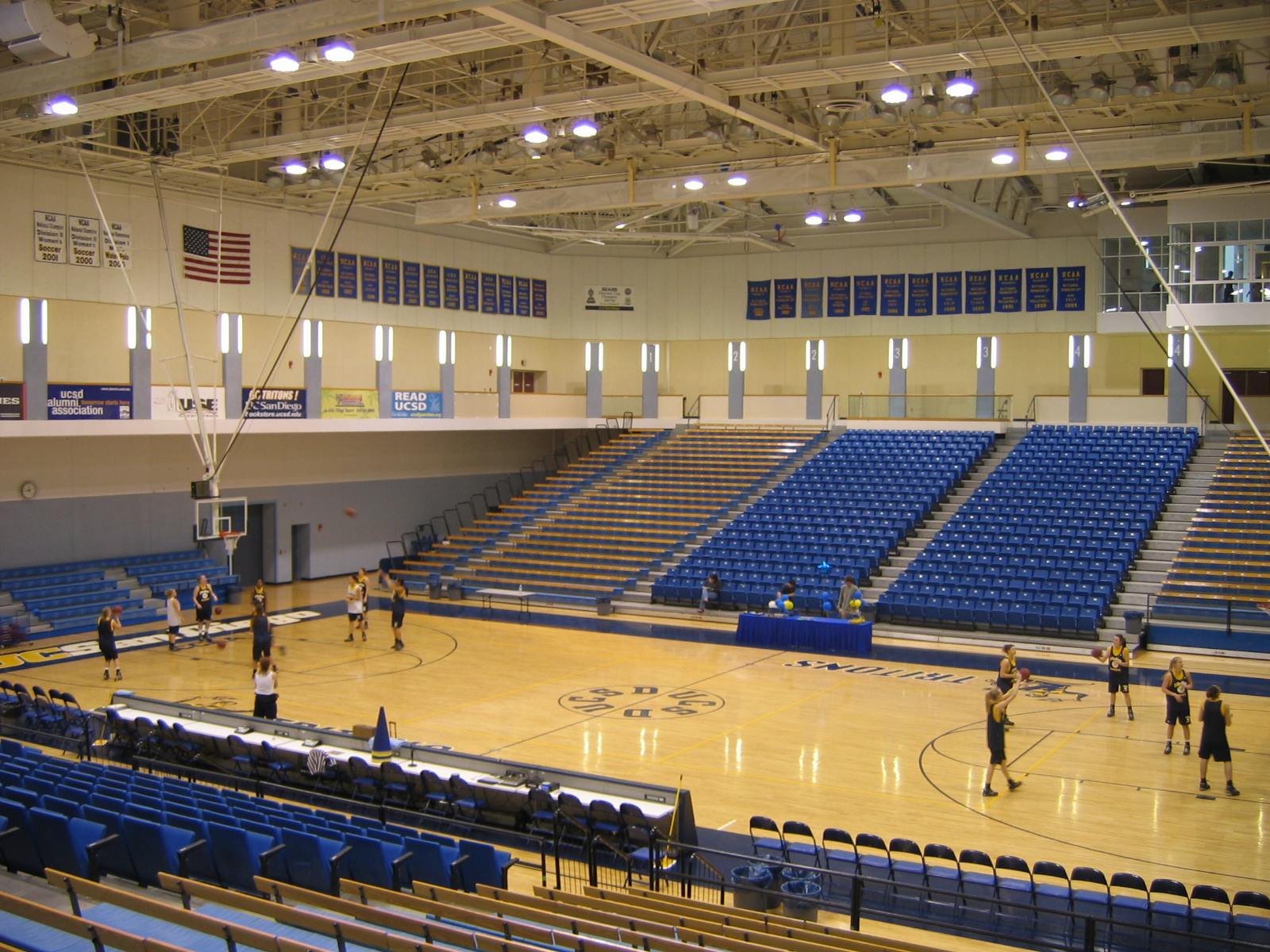
RIMAC Arena.

UC San Diego Tritons (español: los Tritones de UC San Diego) es el nombre de los equipos deportivos de la Universidad de California en San Diego, situada en San Diego, California. Los equipos de los Tritons participan en las competiciones universitarias organizadas por la NCAA, y forman parte desde 2020 de la Big West Conference. Varios deportes que no están patrocinados por la Big West Conference compiten en otros lugares. El equipo mixto de esgrima y los equipos de natación masculino y femenino compiten en la Mountain Pacific Sports Federation, el equipo de remo femenino compite en la Colonial Athletic Association y los equipos de waterpolo masculino y femenino compite en la Western Water Polo Association.
Antes de unirse a la Big West y pasar por completo a la División I de la NCAA en 2020, los Tritons se unieron a la Big West en el voleibol masculino en 2017 y en el waterpolo femenino en 2019.

## Programa deportivo
Los Tritons compiten en 12 deportes masculinos y en otros 11 femeninos:
| - Masculino - Baloncesto - Fútbol - Béisbol - Atletismo - Cross - Golf - Esgrima - Remo - Tenis - Natación - Waterpolo - Voleibol | - Femenino - Baloncesto - Fútbol - Voleibol - Cross - Atletismo - Sóftbol - Golf - Natación - Waterpolo - Esgrima - Remo |

## Instalaciones deportivas
- RIMAC Arena es el pabellón donde disputan sus competiciones los equipos de baloncesto y voleibol. Tiene una capacidad para 5.000 espectadores y fue inaugurado en 1995.[1]

- Triton Soccer Stadium es el estadio donde disputan sus encuentros el equipo de fútbol. Tiene una capacidad para 750 espectadores, ampliable a 1.500.[2]